# Henri Montassier
Pour les articles homonymes, voir Montassier.
Henri Montassier, né le 27 juin 1880 à Courlon-sur-Yonne et mort le 7 juin 1946  dans le 17e arrondissement de Paris, est un peintre, caricaturiste et illustrateur français du XXe siècle.

## Biographie
Il est le fils d'Albert Montassier, notaire, et de Marthe Fauche. Il a un petit frère, de cinq ans son cadet, Jean. 
Une affection pulmonaire l’atteint et l'empêche d'effectuer son service militaire. 
Son père l'envoie étudier le droit à Paris, mais il décide d'intégrer l'atelier de Luc-Olivier Merson, chef d'atelier à l'École nationale supérieure des beaux-arts. Il habite Montmartre puis d'autres quartiers de Paris.
En février 1918, il épouse Céline Rambach.
En 1934, il déménage avec sa femme dans le Gers. En 1938, il obtient le prix Jean-Jacques-Henner. Il ne retourne à Paris qu'à la fin de la Seconde Guerre mondiale et y meurt de son affection pulmonaire en 1946.

## Œuvre
Henri Montassier a réalisé de nombreux tableaux (paysages, nus, portraits, natures mortes) ainsi que des illustrations, notamment pour La Baïonnette, Le Sourire, L'Illustration.

Œuvres d' Henri Montassier
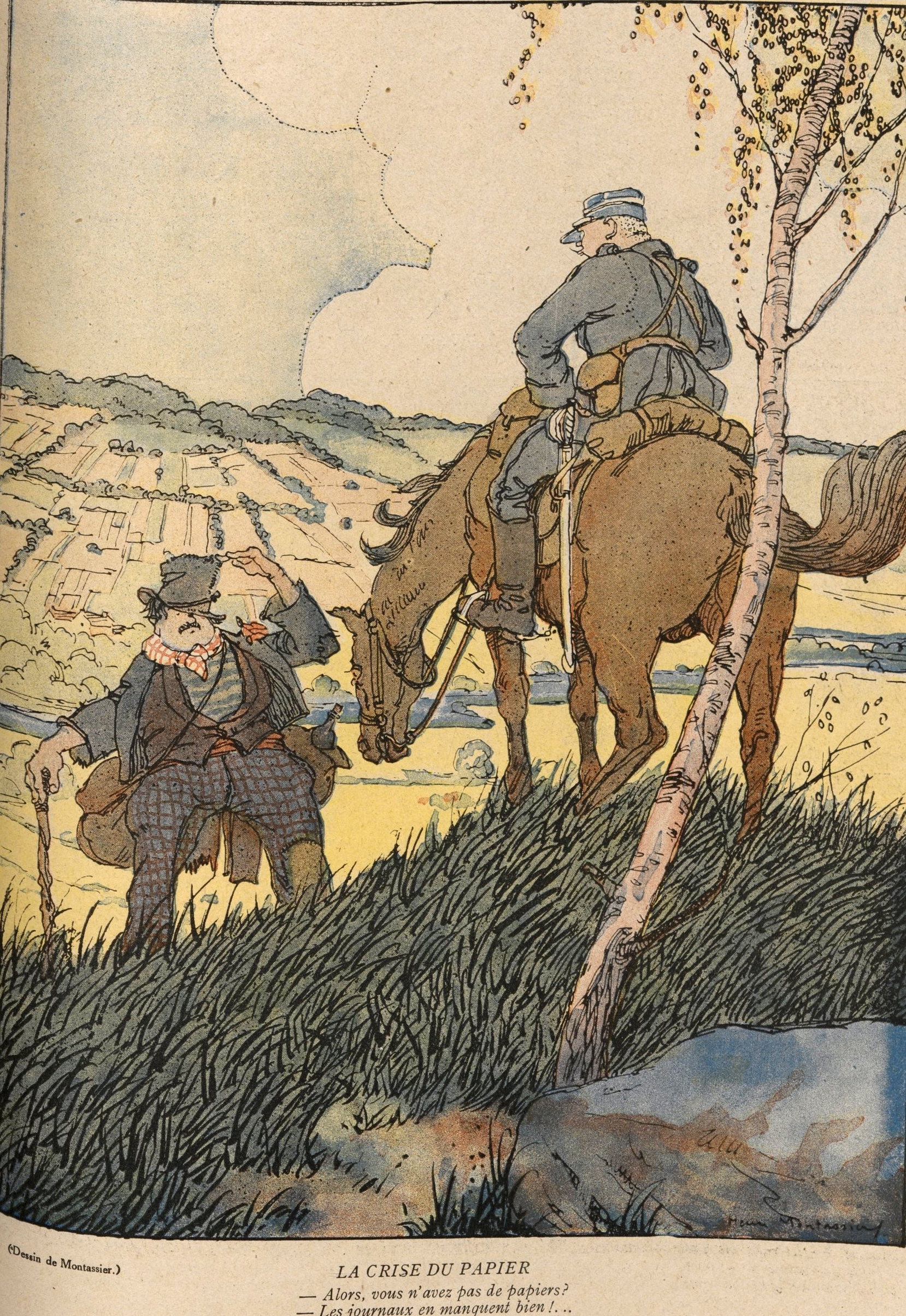
La crise du papier, revue La baïonnette
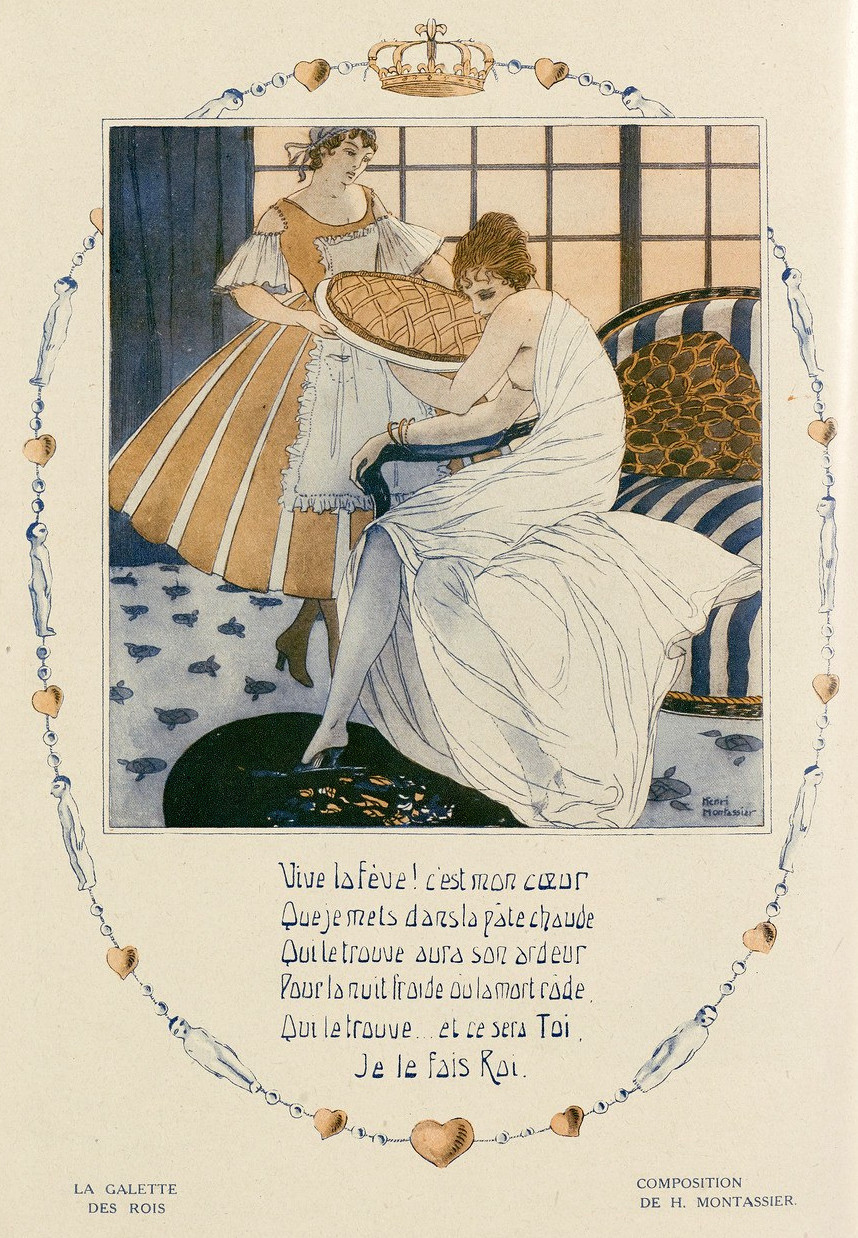
Vive la fève, revue Fantasio
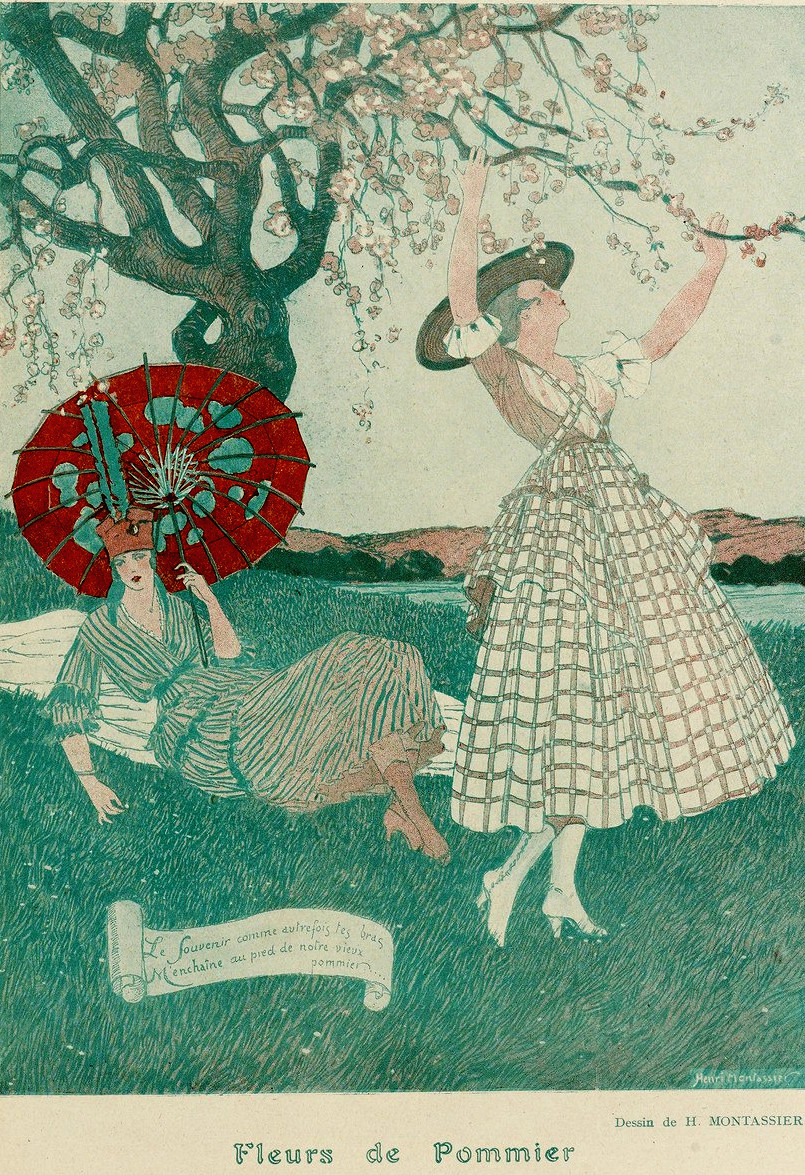
Fleurs de pommier, revue Fantasio

## Collections publiques
- Dimanche à la ferme, v. 1930, huile sur toile, Dijon, musée des beaux-arts de Dijon

## Sources
- Henri Montassier, Peintre icaunais, Section généalogique de l'association artistique de la Banque de France, http://www.genea-bdf.org/Ascendances/, consulté en juin 2011.
- Biographie d'Henri Montassier, http://www.genea-bdf.org/Ascendances/index.htm, consulté en juin 2012.
- Quelques tableaux d'Henri Montassier, http://www.barjon.net/article.php?sid=2724